# پیتای نواری جاوه‌ای
پیتای نواری جاوه‌ای (نام علمی: Hydrornis guajana) نام یک گونه از تیره پیتا است.
این گونه در جاده و بالی حضور دارد. این گونه پیتا بسیار شبیه پیتای نواری مالزیایی است.